# كوليستيلان
كوليستيلان هو أحد منحيات حامض الصفراء ، حيث يقوم بالارتباط بسائل الصفراء في الجهاز الهضمي لمنع إعادة امتصاصه . فهو راتنج تبادل أيوني قوي، مما يعني أنه يمكنه مبادلة أيونات الكلوريد مع أيونات أحماض الصفراء السالبة في القناة الهضمية وتربط بينهم بقوة في تركيبة الراتنج.
كما يعتبر كوليسيفيلام راتنج تبادل أيوني من النوع الحامضي .
كوليستيلان يقوم بإزالة أحماض الصفراء من الجسم عن طريق تشكيل المجمعات غير قابلة للذوبان مع الأحماض الصفراوية في الأمعاء، والتي تفرز ثم في البراز. عند إفراز أحماض الصفراء، يتم تحويل الكوليسترول في البلازما إلى حمض الصفراء لاستعادة مستويات حمض الصفراء. هذا التحويل من الكوليسترول إلى أحماض الصفراء يخفض تركيز الكوليسترول في البلازما .

## المنتجات
- في اليابان : كوليباين(Cholebine)

## الاستخدامات العلاجية
تستخدم منحيات حامض الصفراء مثل كوليستيلان لعلاج ارتفاع الكولسترول.

## الجرعة
يؤخذ بجرعة 1,5 غم مرتين يوميا .

## الأعراض الجانبية
- أعراض اضطرابات في الجهاز الهضمي .
- سوء امتصاص لعدد من الفيتامينات خصوصا الدهنية منها مثل فيتامينات ( A ، D ، E ، K ) .
- صداع .